# Route des Rivières (Mauricie)
La route des Rivières était, jusqu'en 2019, une route touristique de la région de la Mauricie au Canada. 

## Sites et attraits

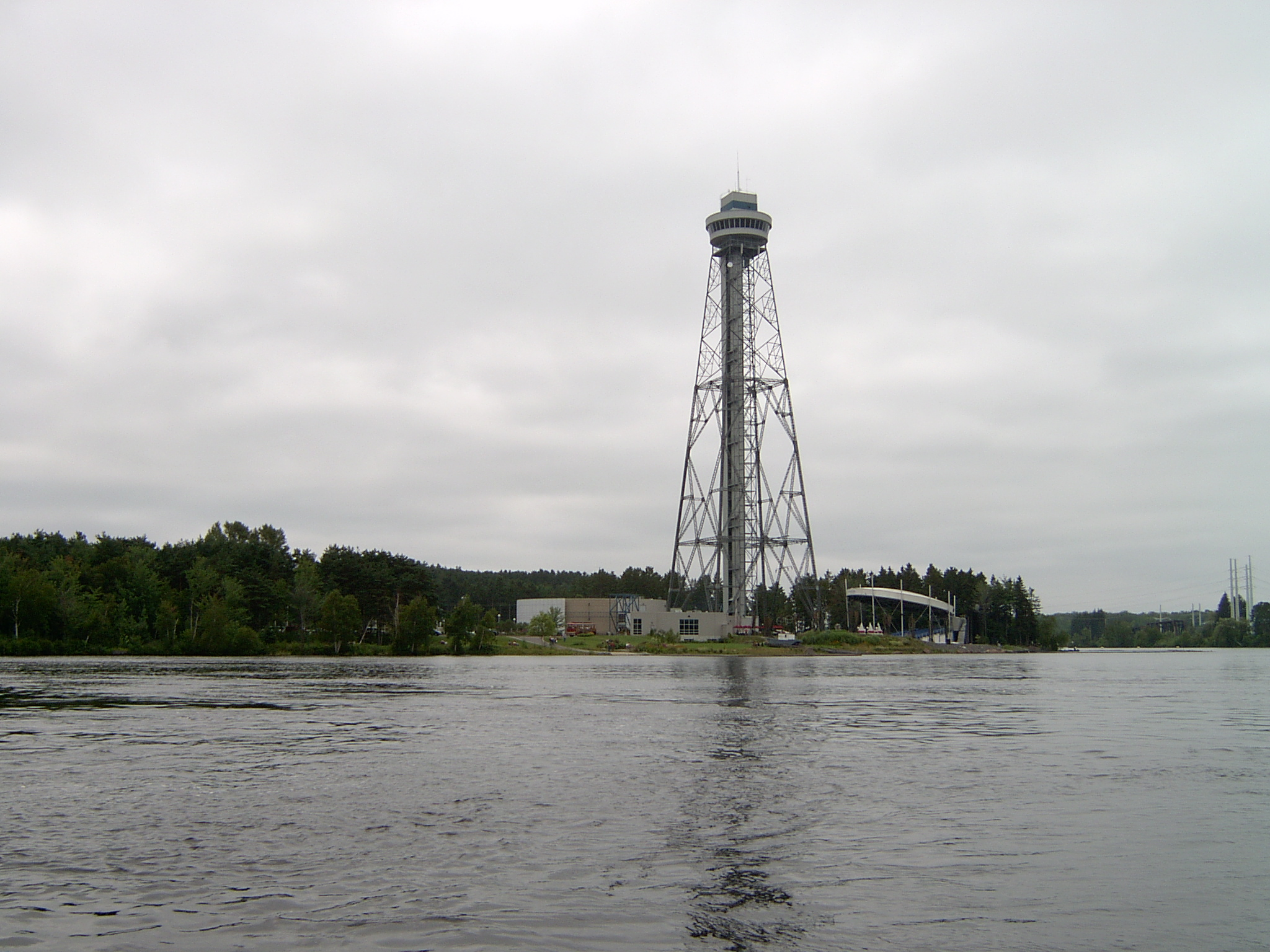
La Cité de l'énergie

- Parc Ducharme : Situé dans La Bostonnais, il est considéré comme le point le plus au nord de la Route des Rivières. Ce parc conserve un des rares ponts couverts qui ont survécu aux années. Ce pont construit à base d'épinette mesure 42 mètres de long et depuis 1946, l'année de sa construction, il enjambe la rivière Bostonnais.
- Le Parc des chutes de la Petite Rivière Bostonnais : Le parc de La Tuque abrite des chutes ayant un dénivelé de 35 mètres et une tour d'observation à travers ses sentiers pédestres.

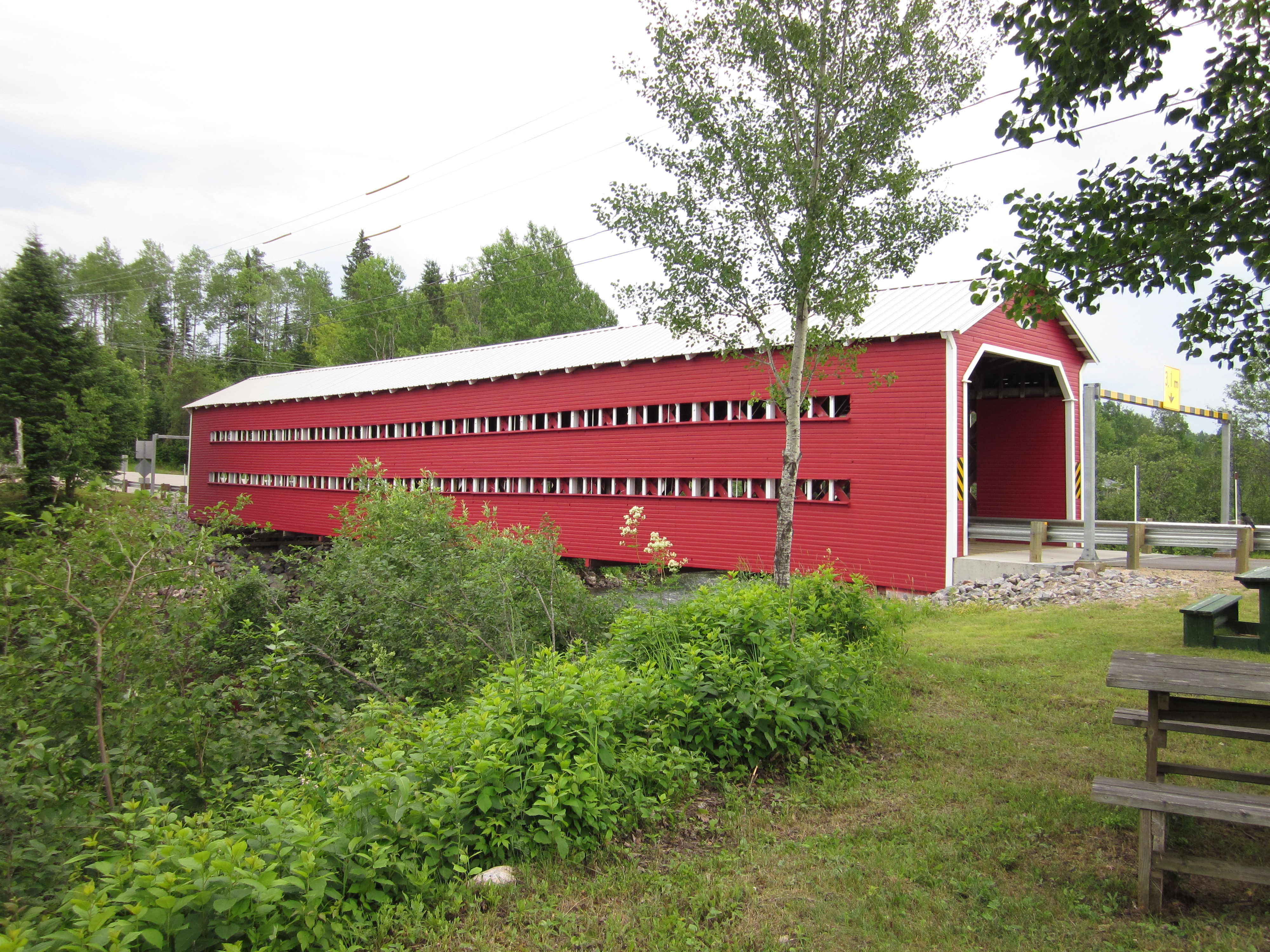
Le Pont Ducharme

- Le Parc des Chutes de Sainte-Ursule
- Le pont de broche
- Le Lieu historique national des Forges-du-Saint-Maurice
- Le Parc naturel La Gabelle
- Le Parc des Vétérans
- Le Parc de l'île Melville
- Le Parc de la rivière Batiscan
- Le Rocher de Grand-Mère
- Le Parc national de la Mauricie

## Tracé
La route commence à Saint-Ursule dans la MRC de la Maskinongé. Elle se poursuit en passant par Shawinigan sur la route 155 tout en longeant la rivière Saint-Maurice sur ses derniers 100 km et se termine à La Bostonnais.
Quatre MRC sont traversés par cette route :
- la MRC de Maskinongé
- la MRC de Shawinigan
- la MRC de Mékinac
- la MRC de La Tuque